# 十勝三股駅

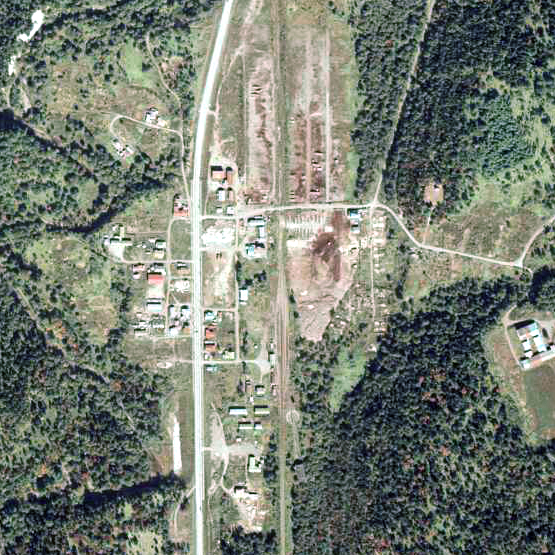
1977年の十勝三股駅と周囲約750m範囲。下が糠平方面。幌加に比べ、こちらは民家がかなり残っている。しかし駅裏のストックヤードには、かつては山のように積まれていた木材の姿は無い。糠平側の駅裏に転車台が残されている。上側には留辺志部（現在の上川駅）方面に伸びる予定であった路盤整備跡が、営林署貯木場の専用線に転用されていた。

十勝三股駅（とかちみつまたえき）は、かつて北海道河東郡上士幌町字三股にあった、日本国有鉄道（国鉄）士幌線の駅（廃駅）である。事務管理コードは▲111414。

## 歴史
士幌線の終着駅であり、現役当時は北海道内の停車場として、当時最高地点（海抜約661.8m）に位置した。
- 1939年（昭和14年）11月18日：士幌線の延伸により同線の終着駅として開業。一般駅[3]。
- 1944年（昭和19年）：音更本流森林軌道開設[4]。
- 1945年（昭和20年）：営林局貯木場10.34ha設置。専用側線632m敷設[5]。
- 1950年（昭和25年）：森林軌道に機関車が導入され森林鉄道となる[4]。
- 1955年（昭和30年）12月20日：電燈駅化[6]。同年度の道内5の無電燈駅の電燈化によって、国鉄線から無電燈駅が消滅した[7]。
- 1958年（昭和33年）：音更本流森林鉄道廃止[4]。最長時（1951年）8.8キロ[8]
- 1974年（昭和49年）10月1日：車扱貨物以外の貨物取扱いを廃止[3]。
- 1978年（昭和53年）
  - 12月20日：貨物取扱い廃止[3]。
  - 12月25日：糠平駅 - 当駅間がバス代行となる[3]。
- 1984年（昭和59年）02月1日：荷物取扱い廃止[3]。駅員無配置駅となる[9]。
- 1987年（昭和62年）03月23日：廃止[3]。

### 駅名の由来
地名より。すでに上毛電気鉄道に同音の三俣駅があったため旧国名「十勝」を冠した。
この「三股」とは、当地で石狩岳・ニペソツ山方面から流れる音更川に、三国山方面から流れる中ノ川、クマネシリ山群（足寄町境）から流れる十四の沢川が合流する様子から命名されたものである。

## 駅構造
駅舎は西側にあって横に貨物ホームを持ち、島状の単式ホーム1面1線と、駅舎とホーム間に貨物線を有したほか、駅裏側に2本の副本線と、そこから南側の転車台を持つ車庫へ分岐する入出区線があった。また留辺志部（現在の上川駅）方面へ伸ばす予定だった路盤が数百メートル北へ伸びていたが、林業が盛んだった頃は営林署がその周囲にストックヤード（土場）を設け、路盤に軌道を敷設して本線と接続していた。さらにこのストックヤードを挟む形で森林鉄道の軌道が引かれており、ヤードの北で一旦合流した後、1本は音更川上流の御殿大橋付近へ、もう1本は中の川上流へ向かっていた。

## 列車代行バス
駅周辺の人口流出が進んだため、1978年12月25日、ダイヤ改正により士幌線糠平駅 - 十勝三股駅間は列車の運転を休止し、上士幌タクシーが受託するマイクロバスによる代行輸送となった。これは路線廃止ではなく、あくまでも「代行」という扱いであり、1987年の廃止まで名目上、同区間は鉄道路線として、また当駅も駅として存続していた。そのため、隣の幌加駅とともに国鉄の時刻表にも引き続き掲載されていたが、廃止されるまでの間、両駅とも再び列車が発着することはなく、事実上は廃駅となっていた。
バス代行輸送となった後、駅舎や国鉄職員宿舎は板を打ち付けて閉鎖され、レールも錆びて雑草が茂り、腕木式信号機には使用中止の✕印が取り付けてあった。駅長、助役、保線係員も全員が引きあげて無人となった。
鉄道の廃止後も糠平 - 十勝三股間は引き続き上士幌タクシーが代替バスとなったが、沿線の極端な過疎化によって減便が続き最終的には1往復となり、2003年9月いっぱいで廃止された。同年10月からは帯広 - 糠平 - 旭川間の都市間バスであるノースライナーみくに号が十勝三股停留所を新設し、幌加温泉入口・糠平方面との乗降も可能として代替している。

## 駅跡

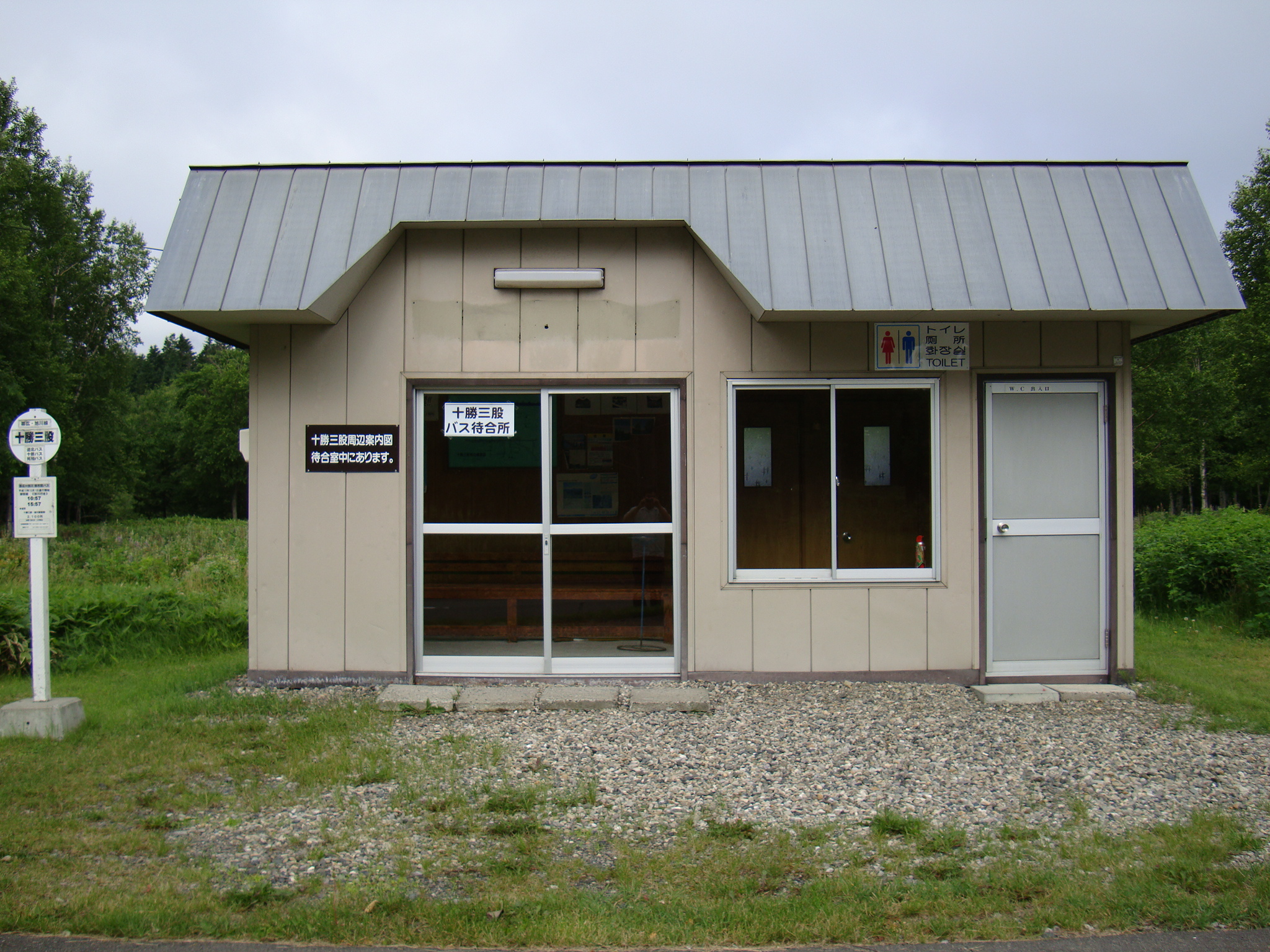
十勝三股バス停留所待合室

貨物（木材）輸送時代を偲ばせる広い構内跡が残っている。1998年末まで駅舎および構内は撤去されず残されていた。周辺には「十勝三股」バス停留所があり、内部に現役時代の駅舎で使われていた拾得物用の黒板が展示されており、またディスカバー・ジャパンの駅スタンプ台が書籍置き場として利用されている。他には森林鉄道車庫（一部倒壊）、保育所跡、旧郵便局（現、個人宅）、上士幌町立三股小中学校跡地等、往時を偲ばせる遺構が散見される。

## 隣の駅
日本国有鉄道
士幌線
幌加駅 - 十勝三股駅
- バス代行輸送開始時、幌加 - 十勝三股間に幌加温泉入口バス停を新設したが時刻表には掲載なし。